# Suiza en los Juegos Paralímpicos de Atlanta 1996
Suiza estuvo representada en los Juegos Paralímpicos de Atlanta 1996 por un total de 45 deportistas, 36 hombres y nueve mujeres.

## Medallistas
El equipo paralímpico suizo obtuvo las siguientes medallas:
| Nombre                                                 | Deporte          | Evento                          |
| ------------------------------------------------------ | ---------------- | ------------------------------- |
| Oro                                                    |                  |                                 |
| Ursina Greuter                                         | Atletismo        | 400 m T51 femenino              |
| Lukas Christen                                         | Atletismo        | 100 m T42 masculino             |
| Lukas Christen                                         | Atletismo        | 200 m T42 masculino             |
| Lukas Christen                                         | Atletismo        | Salto de longitud F42 masculino |
| Heinz Frei                                             | Atletismo        | 1500 m T52-53 masculino         |
| Heinz Frei                                             | Atletismo        | 10 000 m T52-53 masculino       |
| Urs Kolly                                              | Atletismo        | Salto de longitud F44 masculino |
| Urs Kolly                                              | Atletismo        | Pentatlón P44 masculino         |
| Franz Nietlispach                                      | Atletismo        | Maratón T52-53 masculino        |
| Plata                                                  |                  |                                 |
| Heinz Frei                                             | Atletismo        | 800 m T52 masculino             |
| Patrick Stoll                                          | Atletismo        | Salto de longitud F44 masculino |
| Franz Nietlispach Heinz Frei Daniel Bogli Guido Muller | Atletismo        | 4 × 400 m T52-53 masculino      |
| Beat Schwarzenbach                                     | Ciclismo en ruta | Ruta 45/55k LC3 mixto           |
| Daniel Kunzi                                           | Natación         | 50 m mariposa S7 masculino      |
| Kurt MacCaferri                                        | Tiro con arco    | Individual W1 masculino         |
| Bronce                                                 |                  |                                 |
| Ursina Greuter                                         | Atletismo        | 200 m T51 femenino              |
| Ursina Greuter                                         | Atletismo        | 800 m T51 femenino              |
| Patrick Stoll                                          | Atletismo        | 200 m T43-44 masculino          |
| Giuseppe Forni                                         | Atletismo        | 400 m T50 masculino             |
| Franz Nietlispach                                      | Atletismo        | 5000 m T52-53 masculino         |
| Heinz Frei                                             | Atletismo        | Maratón T52-53 masculino        |